# Latiromitra
Latiromitra is een geslacht van slakken uit de familie van de Ptychatractidae. De wetenschappelijke naam is voor het eerst gepubliceerd in 1897 door Arnould Locard. De enige soort die hij toen tot het geslacht rekende, de typesoort Latiromitra specialis, wordt beschouwd als een junior synoniem van Latiromitra cryptodon (P. Fischer, 1883; originele combinatie: Mitra cryptodon). 

## Verspreiding en leefgebied
Deze slakken komen voor op grote diepte in tropische wateren van de Atlantische, Indische en westelijke Stille Oceaan. Latiromitra specialis werd in 1882 ontdekt op een wetenschappelijke expeditie van de Travailleur ten westen van Marokko op 1900 m diepte. Latiromitra paiciorum is ontdekt bij Nieuw-Caledonië op 960-1100 m diepte; L. crosnieri bij Madagaskar en ten noordoosten van Fiji op 600-800 m diepte. De meest recent beschreven soort, Latiromitra niveobabelis, werd ontdekt in de Golf van Mexico.

## Soorten
- Latiromitra aratiuncula (Quinn, 1981)
- Latiromitra barthelowi (Bartsch, 1942)
- Latiromitra cacozeliana Bouchet & Kantor, 2000
- Latiromitra costata (Dall, 1890)
- Latiromitra crosnieri Bouchet & Kantor, 2000
- Latiromitra cryptodon (P. Fischer, 1883)
- Latiromitra delicatula (Shikama, 1971)
- Latiromitra meekiana (Dall, 1889)
- Latiromitra niveobabelis Garcia, 2015
- Latiromitra okinavensis (MacNeil, 1961)
- Latiromitra paiciorum Bouchet & Kantor, 2000
- Latiromitra styliola (Dall, 1927)